# Museo Galileo
Il Museo Galileo (già Istituto e Museo di Storia della Scienza) di Firenze si trova in piazza dei Giudici, vicino alla Galleria degli Uffizi, nella sede di Palazzo Castellani, un edificio di antichissime origini (fine XI secolo), noto ai tempi di Dante come Castello d'Altafronte. Conserva una delle raccolte di strumenti scientifici più rilevanti al mondo, testimonianza materiale dell'importanza attribuita alla scienza e ai suoi protagonisti da parte degli esponenti della dinastia medicea e dei granduchi lorenesi.
Il 10 giugno 2010, dopo una chiusura di due anni per lavori di ristrutturazione, il Museo di Storia della Scienza ha riaperto al pubblico con il nuovo nome di "Museo Galileo". L'inaugurazione ha coinciso con il 400º anniversario della pubblicazione del Sidereus Nuncius (marzo 1610), l'opera con la quale Galileo Galilei divulgò le sue scoperte in ambito astronomico ottenute attraverso l'uso del cannocchiale.

## Storia
Il Museo Galileo raccoglie i preziosi strumenti scientifici provenienti dalle collezioni dei Medici e dei Lorena (secoli XVI-XIX).
L'origine della collezione medicea si deve a Cosimo I (1519-1574), che la collocò nella Guardaroba di Palazzo Vecchio (l'attuale Sala delle Carte Geografiche). Nel 1600 Ferdinando I (1549-1609) spostò gli strumenti nello Stanzino delle Matematiche della Galleria degli Uffizi. Nella terrazza attigua fu alloggiata la grande sfera armillare costruita da Antonio Santucci nel 1593. Nel corso del XVII secolo si aggiunsero gli strumenti destinati agli esperimenti dell'Accademia del Cimento (1657-1667), nella cui sede di Palazzo Pitti trovò successivamente posto tutta la raccolta medicea.
Nel 1776 il granduca Pietro Leopoldo di Lorena fondò il Reale Museo di Fisica e Storia Naturale: nella sua sede di Palazzo Torrigiani (dove si trova l'attuale Museo della Specola) fu trasferita l'intera collezione medicea. Nuovi strumenti di matematica, fisica, meteorologia ed elettricità, molti dei quali costruiti nelle officine del Museo, costituirono il nucleo della collezione lorenese. Nel 1841, per volere di Leopoldo II di Lorena (1797-1870), nel Reale Museo di Fisica fu costruita la Tribuna di Galileo, dove vennero esposti strumenti e cimeli del grande scienziato, oltre agli strumenti rinascimentali e dell'Accademia del Cimento.
Dopo l'Unità d'Italia (1861) le collezioni furono smembrate e assegnate a diversi istituti universitari. Nel 1929, su iniziativa del neonato Istituto di Storia delle Scienze (1927), fu organizzata a Firenze la Prima Esposizione Nazionale di Storia della Scienza, che pose in evidenza l'importanza del patrimonio storico-scientifico italiano e il suo cattivo stato di conservazione. Nel 1930 fu creato l'Istituto di Storia della Scienza con annesso Museo, con sede a Palazzo Castellani, al quale l'Università di Firenze affidò le collezioni mediceo-lorenesi.
Il percorso espositivo all'interno del museo si articola secondo criteri cronologici e tematici.

## Direttori
1930-1961 Andrea Corsini
1961-1981 Maria Luisa Righini Bonelli
1982-2021 Paolo Galluzzi
dal 2021 Roberto Ferrari (direttore esecutivo)
luglio-dicembre 2021 Marco Ciardi (direttore scientifico)
da dicembre 2021 Filippo Camerota (direttore scientifico)

## Descrizione

### Palazzo Castellani

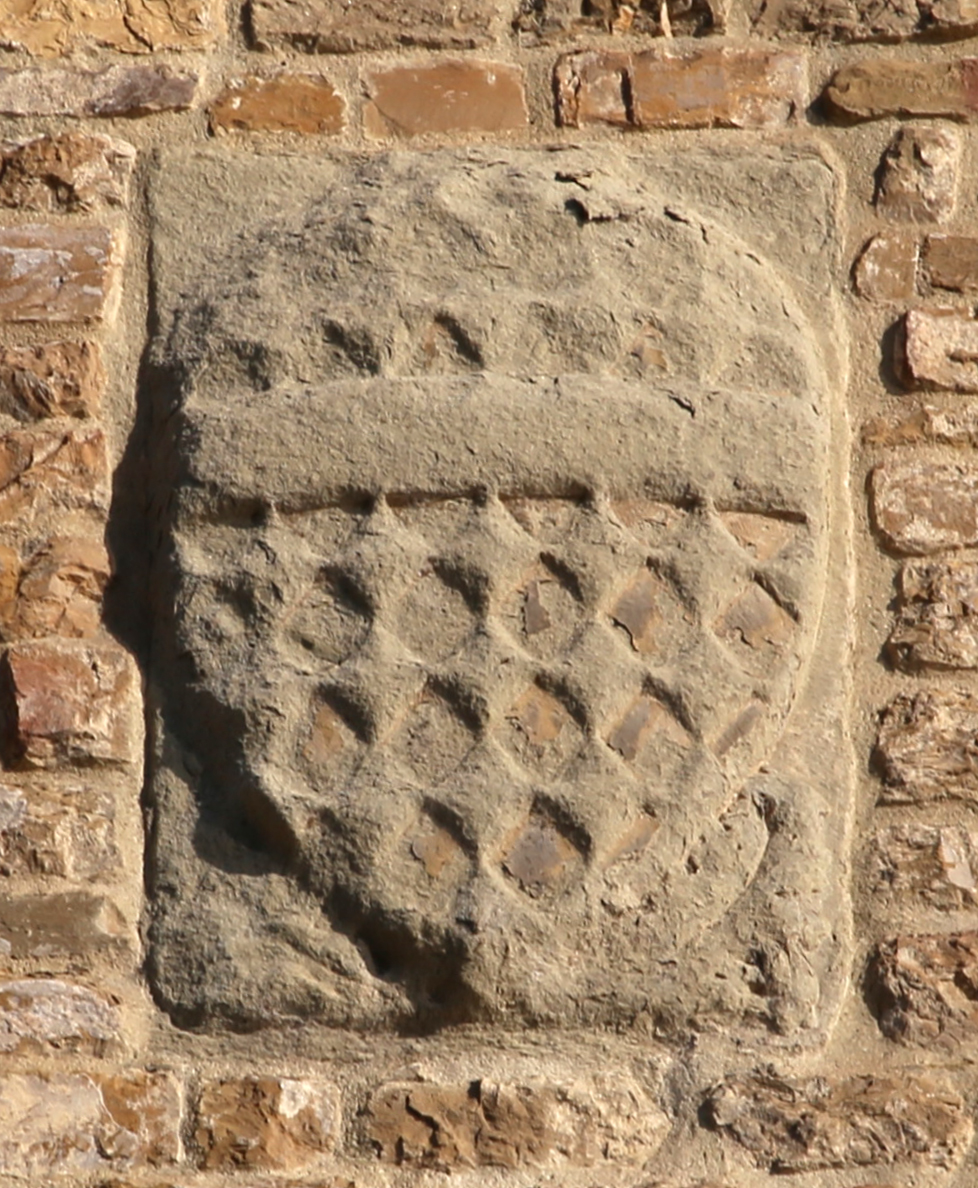
Stemma dei Giudici della Ruota

Il Museo Galileo ha sede in Palazzo Castellani, l'antico Castello d'Altafronte, una fortificazione risalente all'XI secolo costruita sulla sponda destra dell'Arno. Passato agli Uberti nel 1180, l'edificio venne completamente ristrutturato e modificato ad uso di abitazione privata dopo l'alluvione del 1333. Dopo altri passaggi di proprietà, il palazzo fu acquistato dalla famiglia Castellani. Dal 1574 al 1841 fu sede dei Giudici di Ruota, come ricordano le insegne dei magistrati nell'androne del palazzo.

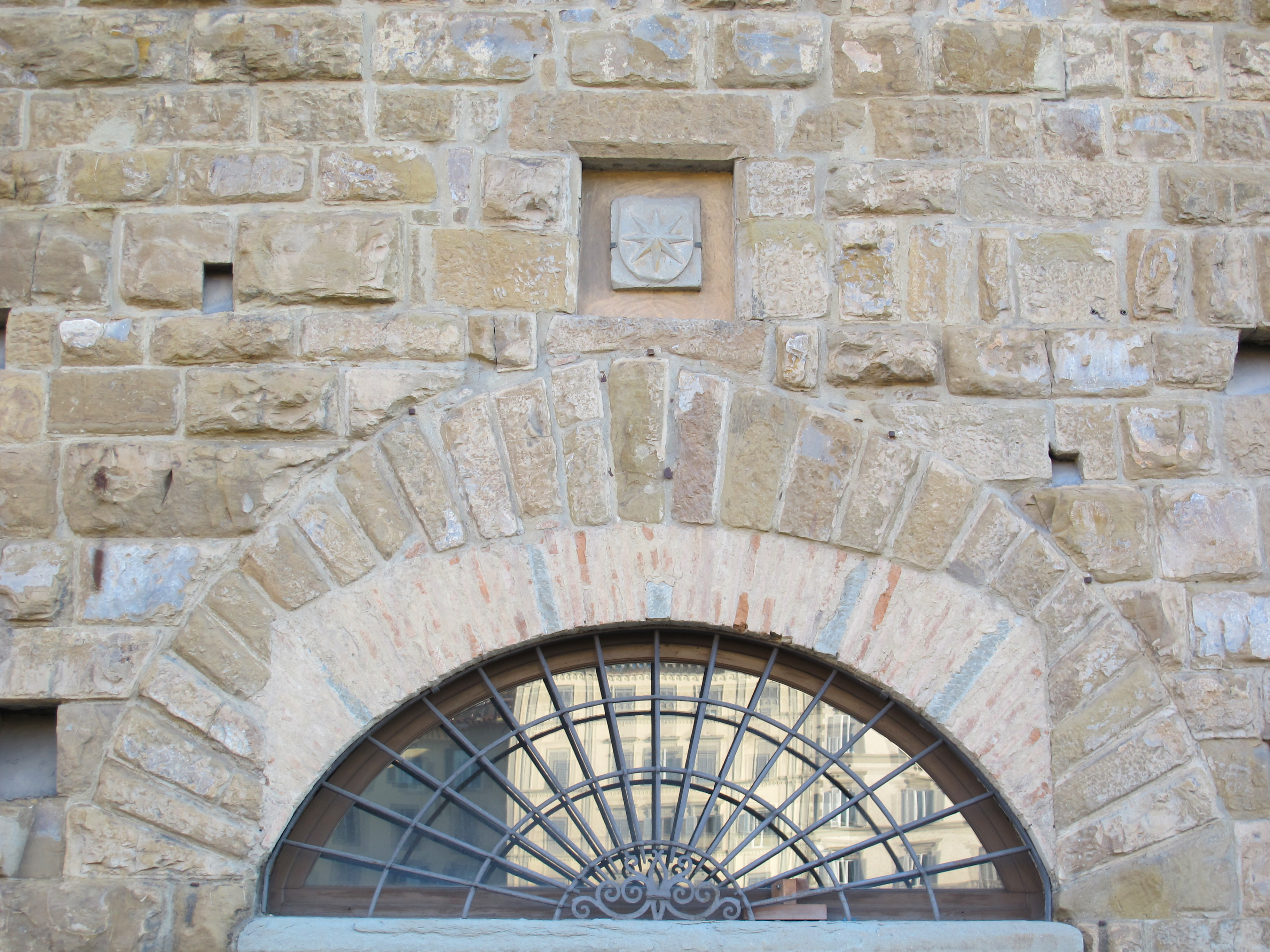
Arco e stemma dell'Arte dei Giudici e Notai

Negli anni in cui Firenze fu capitale d'Italia (1865-1870), l'edificio ospitò la Direzione Demaniale e dei Regi Possessi. Nel 1885 vi furono trasferite le collezioni di manoscritti della Biblioteca Nazionale, che vi rimasero fino agli anni venti del Novecento. Successivamente fu sede dell'Accademia della Crusca e della Deputazione di Storia Patria per la Toscana.
Dal 1930 ospita l'Istituto e Museo di Storia della Scienza, fondato da Andrea Corsini e dal principe Piero Ginori Conti, successivamente denominato Museo Galileo.

### Elenco delle sale tematiche
- Sala I - Il collezionismo mediceo
- Sala II - L'astronomia e il tempo

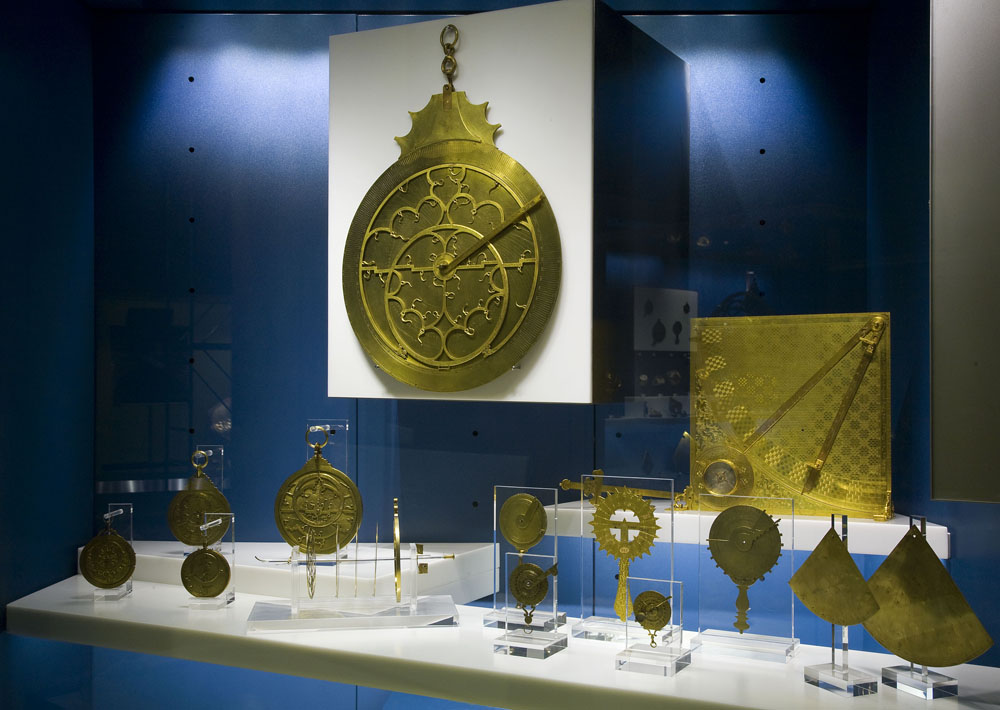
Panoramica di strumenti per la misura del tempo

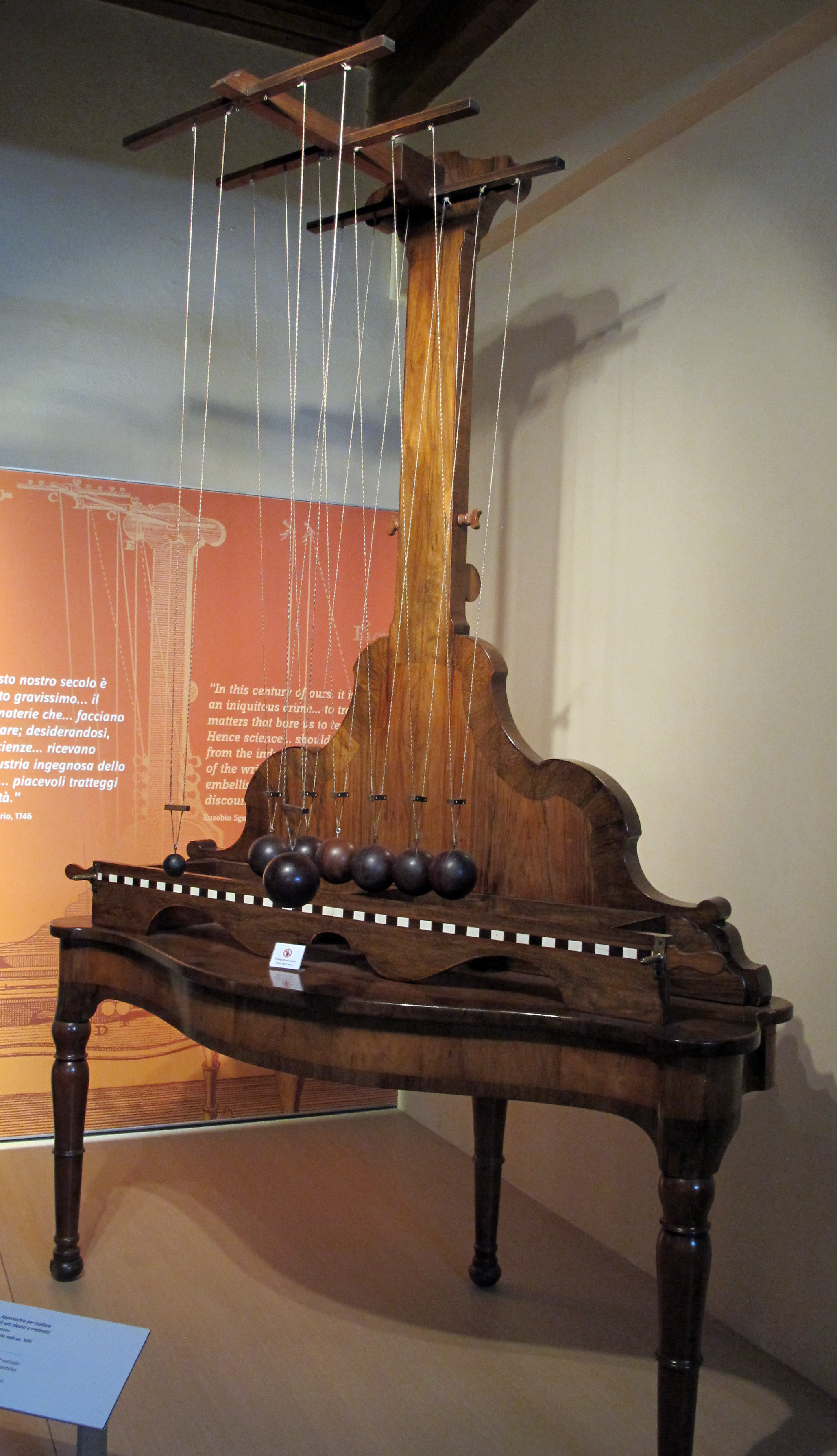
Apparecchio per studiare gli urti elastici e anelastici

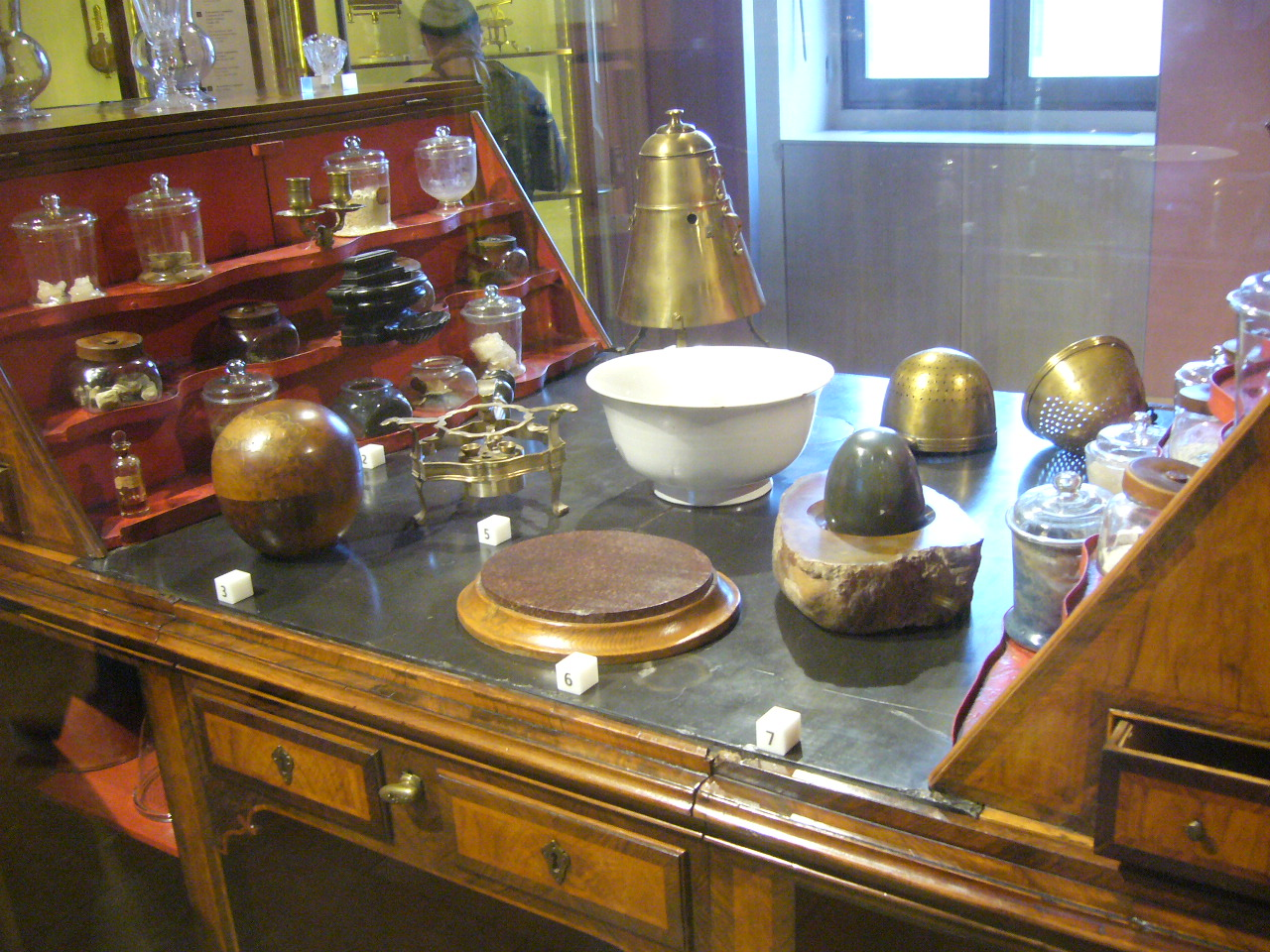
Il banco chimico del granduca Pietro Leopoldo I

- Sale III-IV - La rappresentazione del mondo
- Sala V - La scienza del mare
- Sala VI - La scienza della guerra
- Sala VII - Il nuovo mondo di Galileo
- Sala VIII - L'Accademia del Cimento: arte e scienza della sperimentazione
- Sala IX - Dopo Galileo: l'esplorazione del mondo fisico e biologico
- Sala X - Il collezionismo lorenese
- Sala XI - Lo spettacolo della scienza
- Sale XII-XIII - L'insegnamento delle scienze
- Sala XIV - L'industria degli strumenti di precisione
- Sale XV-XVI - Misurare i fenomeni naturali
- Sala XVII - La chimica e l'utilità pubblica della scienza
- Sala XVIII - La scienza in casa
- Sale XIX-XX - Antichi orologi meccanici

### Il laboratorio multimediale
Consapevole dell'importanza delle tecnologie dell'informazione e della comunicazione per la ricerca storico-scientifica, nel 1991 il Museo Galileo si è dotato di un Laboratorio Multimediale. Il Laboratorio si occupa della produzione di applicazioni interattive offline e online per le attività divulgative e di documentazione del Museo, relative sia alle collezioni permanenti sia a mostre o altri eventi, e della costruzione di archivi digitali per la ricerca storico-scientifica.

### La biblioteca
Parte dell'Istituto fin dalla sua fondazione, la biblioteca del Museo è situata al terzo piano nella vecchia altana del Palazzo Castellani. L'inaugurazione nella nuova veste architettonica, che le ha valso il premio "Bibliocom Biblioteche in vetrina", è stata celebrata nel 2002 dall'allora Presidente della Repubblica Carlo Azeglio Ciampi. Specializzata in storia della scienza, conserva circa 250.000 opere, di cui circa 5.000 appartenenti ai fondi antichi. Di particolare interesse il Fondo Mediceo-Lorenese, che comprende i testi scientifici, inerenti per lo più alle scienze fisico-matematiche, raccolti nel corso dei secoli dalle due dinastie toscane. La biblioteca conserva inoltre fondi archivistici risalenti ai secoli XVIII-XX e un archivio fotografico attinente alla storia delle collezioni del Museo, ad antichi strumenti e a luoghi della scienza. Il fondo moderno copre la produzione editoriale in italiano e nelle maggiori lingue europee.
Tutto il materiale è catalogato analiticamente ed è ricercabile nell'OPAC della banca dati cumulativa.
Le attività della biblioteca comprendono la redazione di bibliografie (in particolare la Bibliografia Galileiana e la Rassegna Italiana di Storia della Scienza) e più in generale la segnalazione in catalogo di documenti di interesse storico-scientifico anche se non posseduti.
La Biblioteca Digitale pubblica collezioni tematiche di interesse storico-scientifico formate da documenti di varie tipologie: opere a stampa, manoscritti, fotografie e filmati. È costituita da poco meno di 50.000 documenti, in gran parte di difficile reperibilità.

### La meridiana
In piazza dei Giudici, all'angolo con il lungarno Anna Maria Luisa de' Medici, è stata installata nel 2007 una grande meridiana su iniziativa del Museo Galileo.
È costituita da un grande gnomone in bronzo che si erge sul marciapiede, sul quale sono posti intarsi in ottone e travertino.  "L'ombra del poliedro di vetro collocato in cima al grande gnomone di bronzo indica l'ora solare vera e la data. Le ore sono marcate sul pavimento dalle linee radiali in ottone, mentre la data è indicata dalle linee trasversali in travertino che segnano il percorso diurno del Sole in vari periodi dell'anno, evidenziando il succedersi dei mesi e delle stagioni".

## Attività

### Mostre
Il Museo Galileo da molti anni promuove la diffusione della cultura scientifica; nell'ambito di questo impegno organizza esposizioni su temi di storia della scienza e sui rapporti tra scienza, tecnologia e arte, in Italia e nel mondo. Tra le più importanti:
- Gli ingegneri del Rinascimento. Da Brunelleschi a Leonardo da Vinci[9]
- La mente di Leonardo[10]
- I Medici e le scienze[11]
- Il telescopio di Galileo. Lo strumento che ha cambiato il mondo[12]
- Galileo. Immagini dell'universo dall'antichità al telescopio[13]
- Vinum Nostrum. Arte, scienza e miti del vino nelle civiltà del Mediterraneo antico[14]
- Archimede. Arte e scienza dell'invenzione[15]
- L'acqua microscopio della natura. Il Codice Leicester di Leonardo da Vinci[16]
- Leonardo e i suoi libri. La biblioteca del Genio Universale[17]
- Leonardo da Vinci e il moto perpetuo[18]
- Dall'Inferno all'Empireo. Il mondo di Dante tra scienza e poesia[19]
- Motus. Preistoria dell'automobile[20]
- La Città del Sole. Arte barocca e pensiero scientifico nella Roma di Urbano VIII
- Splendori celesti. L'osservazione del cielo da Galileo alle onde gravitazionali

### Attività di ricerca e documentazione
Il Museo Galileo svolge attività di ricerca e documentazione nel campo della storia della scienza e della tecnologia, oltre che della conservazione e valorizzazione del patrimonio museale. Le risorse della biblioteca e la vasta collezione di opere digitalizzate, accessibile dal sito internet del Museo, sono a disposizione degli studiosi. Il Museo partecipa a numerosi progetti di ricerca in collaborazione con importanti istituzioni italiane e internazionali, tra cui vari istituti del CNR-Consiglio Nazionale delle Ricerche, l'Istituto Nazionale di Astrofisica (INAF), la Royal Library di Windsor, gli istituti della Max-Planck-Gesellschaft e la Harvard University. Inoltre organizza e partecipa a convegni sulla museologia scientifica e sulla storia delle scienze e delle tecniche.

### Pubblicazioni
Il Museo promuove la pubblicazione di opere di argomento storico-scientifico. In particolare cura due riviste:
- Nuncius, che si occupa di storia della scienza
- Galilaeana, che tratta di studi galileiani e di temi relativi allo scenario culturale della prima età moderna

A queste sono collegate due collane di studi (Biblioteca di Nuncius e Biblioteca di Galilaeana). Il Museo pubblica inoltre cataloghi relativi alle proprie collezioni e alle mostre temporanee di cui è promotore.

## Altri musei scientifici a Firenze
- Sistema Museale di Ateneo di Firenze, che comprende le seguenti sezioni:
  - Sezione di zoologia La Specola
  - Sezione di antropologia ed etnologia
  - Sezione di botanica
  - Sezione di geologia e paleontologia
  - Sezione di mineralogia e litologia
  - Sezione biomedica
  - Orto botanico
- Museo della Fondazione scienza e tecnica
- Museo e istituto fiorentino di preistoria
- Giardino di Archimede